# William More Gabb

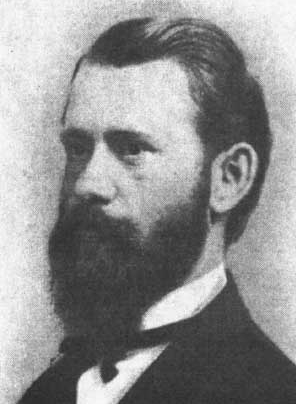
William More Gabb

William More Gabb (ur. 16 stycznia 1839, zm. 30 maja 1878) – amerykański paleontolog.

## Życiorys
Gabb urodził się i wychował w Filadelfii w stanie Pensylwania. Ukończył Jefferson Grammar School w wieku trzynastu lat i został przyjęty do prestiżowej szkoły Central High School w Filadelfii. Studia ukończył w 1857 ze stopniem licencjata sztuki.
Gabb zdecydował się na karierę w geologa i zwrócił się o pomoc geologa Jamesa Halla. Przez pewien czas był jego studentem i asystentem przed powrotem do Filadelfii w 1860 roku. Tam stał się aktywnym członkiem Akademii Nauk, a następnie na krótko dołączył do grupy młodych naukowców studiujących w Smithsonian Institution w Waszyngtonie.
W 1861 roku Josiah Whitney poszukiwał wykwalifikowanych paleontologów do pomocy. Po długich poszukiwaniach, Whitney wybrał właśnie Gabba. 
Przez następne kilka lat Gabb szukał skamieniałości na terenie całej Kalifornii. Badał skamieniałości z kredy i trzeciorzędu. Swoje odkrycie udokumentował w Geological Survey of California (1864).
W 1863 roku został wysłany do zbadania skał kredowych Oregon, Waszyngton i Terytorium Vancouver Island, Kanada. W 1864 roku zbadał północną Kalifornię i południowo-wschodni Oregon. W 1865 roku skatalogował zebrał odkryte skamieniałości.
W latach 1873–1876 badał skamieniałości w Kostaryce. Tam ożenił się z Victorią. Mieli jednego syna - Guillermo, który urodził się 1874 lub 1875 roku.
Gabb zachorował tam na malarię. Powrócił do Filadelfii w 1876 roku. Zmarł dwa lata później 30 maja 1878 roku.